# Teerahna regifica
Teerahna regifica är en fjärilsart som beskrevs av Lucas 1901. Teerahna regifica ingår i släktet Teerahna och familjen praktmalar, Oecophoridae. Inga underarter finns listade i Catalogue of Life.